# Dimitri Rodin
Dimitri Rodin (verh. Suur; russisch Дмитрий Родин/Dmitri Rodin; * 25. Februar 1975 in Tallinn, Estnische SSR) ist ein ehemaliger russisch-estnischer Eishockeyspieler und heutiger Trainer, der zuletzt bis 2013 bei den Sheffield Steeldogs in der English Premier Ice Hockey League unter Vertrag stand.

## Karriere
Dimitri Rodin begann seine Karriere als Eishockeyspieler in seiner estnischen Heimat, in der er von 1990 bis 1993 für LNSK Narva und Tallinna JSK aktiv war. Anschließend wechselte der Verteidiger in die russische Superliga, in der er von 1993 bis 1995 für Krylja Sowetow Moskau und den HK Pardaugava Riga auflief. Anschließend spielte er ein Jahr lang in der kanadischen Saskatchewan Junior Hockey League für die North Battleford North Stars, ehe er von 1996 bis 2000 in den nordamerikanischen Profiligen International Hockey League, Colonial Hockey League, United Hockey League und American Hockey League auf dem Eis stand. In diesem Zeitraum spielte der Este mit russischem Pass hauptsächlich für die Flint Generals in der Colonial Hockey League, sowie, später in der United Hockey League und das UHL-Team der Winston-Salem IceHawks. Mit den Flint Generals gewann er in der Saison 1996/97 die Meisterschaft der Colonial Hockey League.
Im Sommer 2000 wechselte Rodin zum amtierenden slowakischen Meister HC Slovan Bratislava, den er jedoch nach nur einem Jahr bereits wieder verließ, um die folgenden vier Jahre lang für den HC Karlovy Vary in der tschechischen Extraliga zu spielen. Die Saison 2005/06 verbrachte der Rechtsschütze erneut in der United Hockey League, in der er für Adirondack Frostbite antrat. Nachdem er die folgende Spielzeit in Estland beim HK Stars begonnen hatte, spielte er bis Februar 2008 für den HK Nitra in der slowakischen Extraliga. Im Februar 2008 verließ er die Slowakei und wurde von Podhale Nowy Targ aus der polnischen Ekstraliga verpflichtet.
Für die Saison 2008/09 wurde Rodin vom HC Miercurea Ciuc aus Rumänien unter Vertrag genommen, mit dem er auf Anhieb den Meistertitel der MOL Liga gewann. Nachdem der Verein aber aus finanziellen Gründen aufgelöst worden war, kehrte Suur zu Podhale Nowy Targ zurück. Mit diesem gewann er 2010 den polnischen Meistertitel. Zu diesem Erfolg trug er mit 36 Scorerpunkten, davon zehn Tore, in 55 Spielen bei. Anschließend verließ er den Verein vorzeitig und wechselte innerhalb der Ekstraliga zum KH Sanok. Mit Sanok gewann er in der Saison 2010/11 den polnischen Pokalwettbewerb.
Zur Saison 2011/12 wurde Rodin von den Hull Stingrays aus der britischen Elite Ice Hockey League verpflichtet. Im Anschluss an die Spielzeit wechselte er zu den Sheffield Steeldogs aus der English Premier Ice Hockey League, spielte daneben aber auch weiter für die Stingrays sowie vereinzelt auch für die Telford Tigers. 2013 beendete er im Alter von 38 Jahren seine Karriere.
In der Sommerpause 1996 lief Rodin zudem für die Sacramento River Rats und San Jose Rhinos in der professionellen Inlinehockeyliga Roller Hockey International auf.

### International
Für Estland nahm Suur im Juniorenbereich an der U18-Junioren-C-Europameisterschaft 1993 und der U20-Junioren-C2-Weltmeisterschaft 1995 teil.
Im Seniorenbereich stand er im Aufgebot seines Landes bei der C2-Weltmeisterschaft 1994 und der C-Weltmeisterschaft 1995 sowie bei den Weltmeisterschaften der Division II 2009 und 2010, als er nicht nur zum besten Verteidiger des Turniers gewählt wurde, sondern auch zweitbester Scorer und Vorbereiter hinter seinem Landsmann Andrei Makrov war, und 2012. Zudem trat er für Estland bei den Weltmeisterschaften der Division I 2011 und 2013 sowie bei den Olympiaqualifikationen für die Spiele 2010 in Vancouver und 2014 in Sotschi an.

### Trainer- und Funktionärslaufbahn
Nach Beendigung seiner Karriere war er bei der Weltmeisterschaft 2014 in der Division I als General Manager der Esten im Einsatz. In der 2015/16 war er Assistenztrainer der Invicta Dynamos in der drittklassigen englischen National Ice Hockey League.
Seit 2018 ist er Assistenztrainer der estnischen Herren-Nationalmannschaft und nahm in dieser Funktion an der Weltmeisterschaft der Division IB 2019 und der Olympiaqualifikation für Peking 2022 im Februar 2020 teil.

## Erfolge und Auszeichnungen
| - 1997 Colonial-Cup-Gewinn mit den Flint Generals - 2009 Meister der MOL Liga mit dem HC Miercurea Ciuc | - 2010 Polnischer Meister mit dem Podhale Nowy Targ - 2011 Polnischer Pokalsieger mit dem KH Sanok |

### International
| - 1994 Aufstieg in die C-Weltmeisterschaft bei der C2-Weltmeisterschaft - 1995 Bester Verteidiger bei der Junioren-C-Weltmeisterschaft - 2009 Bester Verteidiger bei der Weltmeisterschaft der Division II, Gruppe A - 2009 Beste Plus/Minus-Bilanz bei der Weltmeisterschaft der Division II, Gruppe A | - 2010 Aufstieg in die Division I bei der Weltmeisterschaft der Division II, Gruppe B - 2010 Bester Verteidiger der Weltmeisterschaft der Division II, Gruppe B - 2012 Aufstieg in die Division I, Gruppe B, bei der Weltmeisterschaft der Division II, Gruppe A |

## Statistik
(Stand: Ende der Saison 2012/13)

## Privates
Dmitri Rodin heiratete eine Estnin und nahm deren Nachnamen Suur an. Später wurde diese Ehe geschieden. 2011 heiratete Rodin erneut und nahm wieder seinen Geburtsnamen an.